# Шазме
Шазме (фр. Chazemais) насеље је и општина у централној Француској у региону Оверња, у департману Алије која припада префектури Монлисон.
По подацима из 2011. године у општини је живело 498 становника, а густина насељености је износила 17,11 становника/km². Општина се простире на површини од 29,1 km². Налази се на средњој надморској висини од 300 метара (максималној 330 m, а минималној 210 m).

## Демографија
| 1962. | 1968. | 1975. | 1982. | 1990. | 1999. | 2011. |
| ----- | ----- | ----- | ----- | ----- | ----- | ----- |
| 478   | 494   | 414   | 399   | 401   | 387   | 498   |

График промене броја становника у току последњих година